# Agricultural Bank of China
Agricultural Bank of China (ABC oder AgBank, chinesisch 中國農業銀行 / 中国农业银行, Pinyin Zhōngguó Nóngyè Yínháng – „Chinesische Landwirtschaftsbank“) ist ein chinesisches, teils staatliches Unternehmen mit Firmensitz in Peking. 

## Geschichte
Das Unternehmen wurde 1949 gegründet. Filialen der Agricultural Bank of China befinden sich landesweit in der Volksrepublik China sowie in Singapur. Das Kreditinstitut gehört mit 496.000 Beschäftigten zu den größten Banken in China. Mit einem Umsatz von 186,1 Milliarden US-Dollar bei einem Gewinn von 37,9 Mrd. USD ist es laut den Forbes Global 2000 das weltweit fünftgrößte Unternehmen (Stand 2023).
Im April 2007 wurde die ABC Opfer des größten Bankraubes in der chinesischen Geschichte. Zwei Bankangestellte erbeuteten rund 6,7 Millionen US-Dollar in Handan. Sie wurden in einem Gerichtsverfahren verurteilt.
2010 wurde die ABC an die Börsen in Shanghai und Hongkong gebracht. Die Gesamte Marktkapitalisierung der Bank belief sich Anfang 2017 auf 149,2 Milliarden US-Dollar.
Seit 2014 steht die Bank auf der Liste der global systemrelevanten Banken des Financial Stability Board.